# Liste der Biografien/Broh
Liste der Biografien |
Portal Biografien |
Personensuche
# |
A |
B |
C |
D |
E |
F |
G |
H |
I |
J |
K |
L |
M |
N |
O |
P |
Q |
R |
S |
T |
U |
V |
W |
X |
Y |
Z |
?
 
Ba |
Be |
Bd |
Bg |
Bh |
Bi |
Bj |
Bl |
Bm |
Bn |
Bo |
Br |
Bs |
Bu |
Bw |
By |
Bz
 
Bra |
Brc |
Brd |
Bre |
Brg |
Bri |
Brj |
Brk |
Brl |
Brn |
Bro |
Brp–Brt |
Bru |
Brv |
Bry |
Brz
 
Broa |
Brob |
Broc |
Brod |
Broe |
Brof |
Brog |
Broh |
Broi |
Broj |
Brok |
Brol |
Brom |
Bron |
Broo |
Brop |
Broq |
Bror |
Bros |
Brot |
Brou |
Brov |
Brow |
Brox |
Broy |
Broz
Die Liste der Biografien führt alle Personen auf, die in der deutschsprachigen Wikipedia einen Artikel haben. Dieses ist eine Teilliste mit 25 Einträgen von Personen, deren Namen mit den Buchstaben „Broh“ beginnt.

## Broh
- Broh, James (1867–1942), Rechtsanwalt, Publizist und linker Politiker
- Broh, Mary (* 1951), liberianische Politikerin und Bürgermeisterin von Monrovia

### Broha
- Brohäll, Per (1917–1989), schwedischer Designer
- Bröhan, Karl H. (1921–2000), deutscher Kunstsammler
- Bröhan, Leonardo (* 1990), deutscher Kampfsportler
- Bröhan, Margrit (* 1938), deutsche Germanistin, Kunsthistorikerin und Unternehmerin

### Brohi
- Brohi, Khalida (* 1988), pakistanische Frauenrechtlerin und Sozialunternehmerin

### Brohl
- Brohl, Elmar (* 1935), deutscher Architekt und Historiker
- Brohl, Hubert (1913–2006), deutscher Sportfunktionär und Präsident des Deutschen Badminton-Verbandes
- Brohl, Ingo (* 1976), deutscher Kommunalpolitiker (CDU)Ingo Brohl (* 1976)

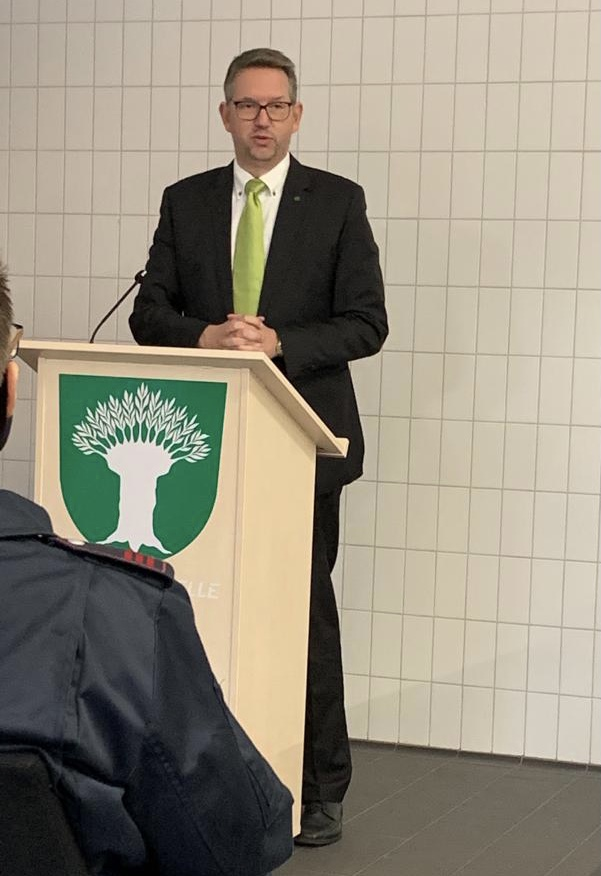
Ingo Brohl (* 1976)

- Bröhl, Knut-Dietrich (1943–2011), deutscher Jurist und Richter am Bundesarbeitsgericht
- Bröhl, Kurt (1932–2019), deutscher Kommunalpolitiker
- Brohl-Sowa, Ursula (* 1955), deutsche Juristin und Polizeipräsidentin (Bonn)

### Brohm
- Brohm, Jean-Marie (* 1940), französischer Sportsoziologe
- Brohm, Joachim (* 1955), deutscher Fotograf
- Brohm, Wendelin (1887–1980), deutscher Kommunalpolitiker (SPD); deutscher Politiker (USPD), Träger des Bundesverdienstkreuzes, Gerber, Elektromonteur
- Brohm, Winfried (1932–2012), deutscher Jurist und Hochschullehrer
- Brohm-Badry, Michaela (* 1962), deutsche Bildungswissenschaftlerin, Musikwissenschaftlerin und Hochschullehrerin
- Bröhmer, Friedrich (1796–1851), deutscher Jurist und Politiker
- Brohmer, Paul (1885–1965), deutscher Biologe

### Brohn
- Brohn, William David (1933–2017), US-amerikanischer Arrangeur und Orchestrator
- Brohn, Wolf Ernst († 1664), deutscher Bildhauer in frühbarocker Zeit

### Broho
- Broholm, Collin (* 1961), US-amerikanischer Physiker
- Broholm, Hans Christian (1893–1966), dänischer Prähistoriker

### Brohr
- Bröhr, Marlon (* 1974), deutscher Politiker (CDU), Landrat des Rhein-Hunsrück-Kreises